# Malinchismo
Le terme « malinchismo » est un terme mexicain qui s'utilise pour caractériser une conduite spéciale face à ce qui est étranger :
- Le Malinchismo est la préférence de l'étranger plutôt que du national
- Le Malinchismo est le désir de se sentir, d'être étranger plutôt que national.

Ce terme trouve son origine avec La Malinche qui était une femme mexicaine qui accompagna Cortés et qui l'aida en tant qu'interprète et en tant que guide. Grâce à l'aide de cette femme, les conquérants furent capables d'établir des alliances et des pactes pour obtenir l'aide des autres peuples contre l'empire aztèque. Terme qui peut toutefois être interprété négativement du fait de la « trahison » de la Malinche. En effet elle fut interprète de Cortés mais aussi son amante, ce qui peut être vu comme une trahison envers son peuple.
De façon plus générale « malinchismo » renvoie à l'idée de trahison du discours officiel nationaliste. Idée développée plus amplement dans Laberinto de la soledad de Octavio Paz.